# بحيرة أمغاس
أمغاس هي سلسلة بحيرات اصطناعية مغربية على واد أمغاس بلأطلس المتوسط ، تتشكل من 3 بحيرات متجاورة هي أمغاس 1 وأمغاس 2 وأمغاس 3، وتناهز مساحتها 30 هكتارا. تبعد عن مدينة أزرو بحوالي 25 كلم على الطريق الوطنية رقم 8، ضمن تراب جماعة سيي المخفي بإقليم إفران، وتعتبر محجا لهواة صيد الأسماك الرياضي.

## السياحة
تتوفر البحيرة على سلسلة من المقهي والمآوي السياحية، وتستقبل أعدادا مهمة من السياح، خاصة هواة الصيد الرحيم لسمك السلمون القزحي . 

## محطة تربية الأسماك
محطة أمغاس لتربية الأسماك، هي محطة متخصصة في إنتاج أسماك المياه العذبة وخاصة السلمون القزحي. تتضمن هذه المحطة مركزا للتكوين في مهن الصيد الترفيهي

## معرض الصور

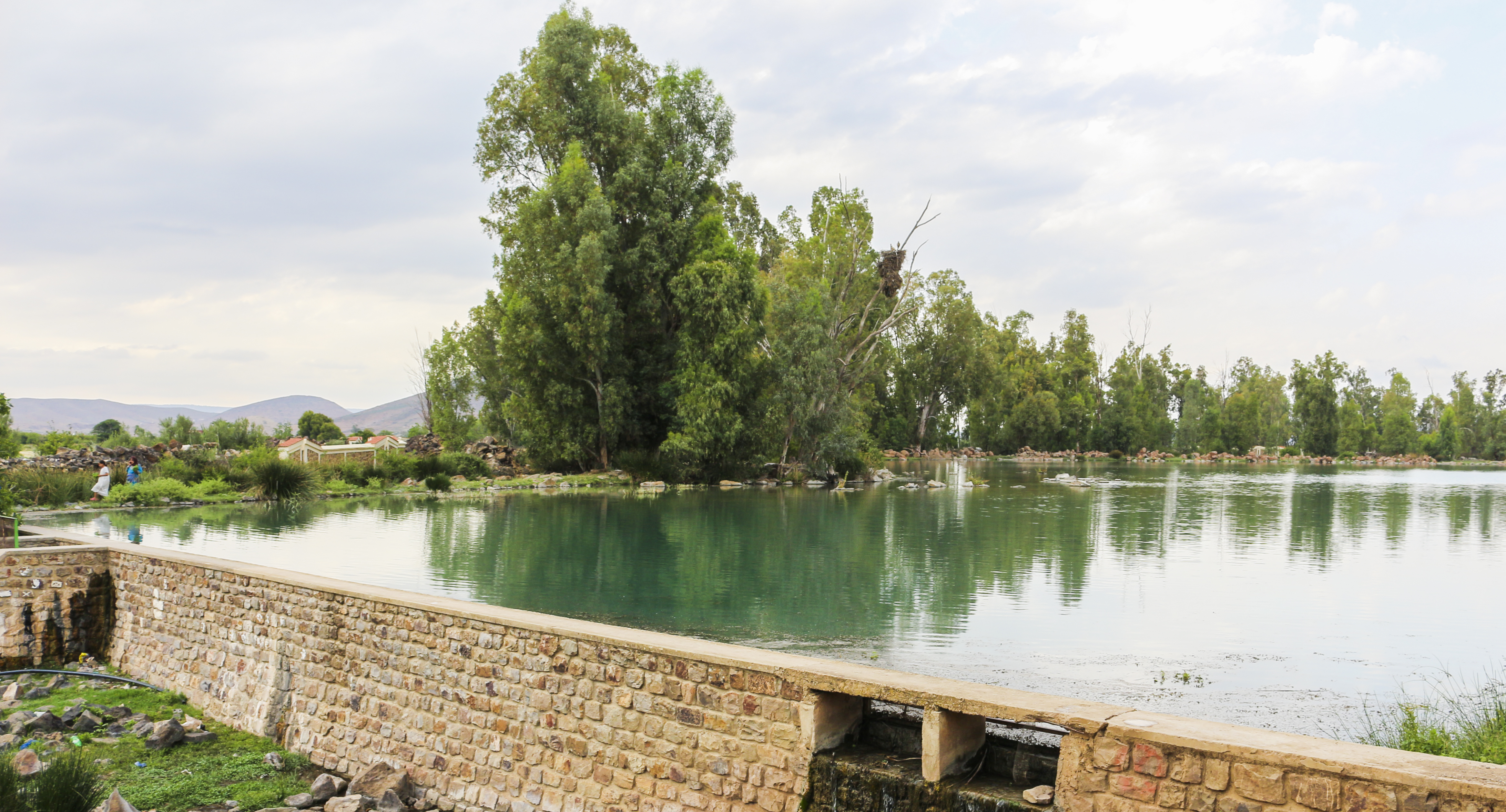
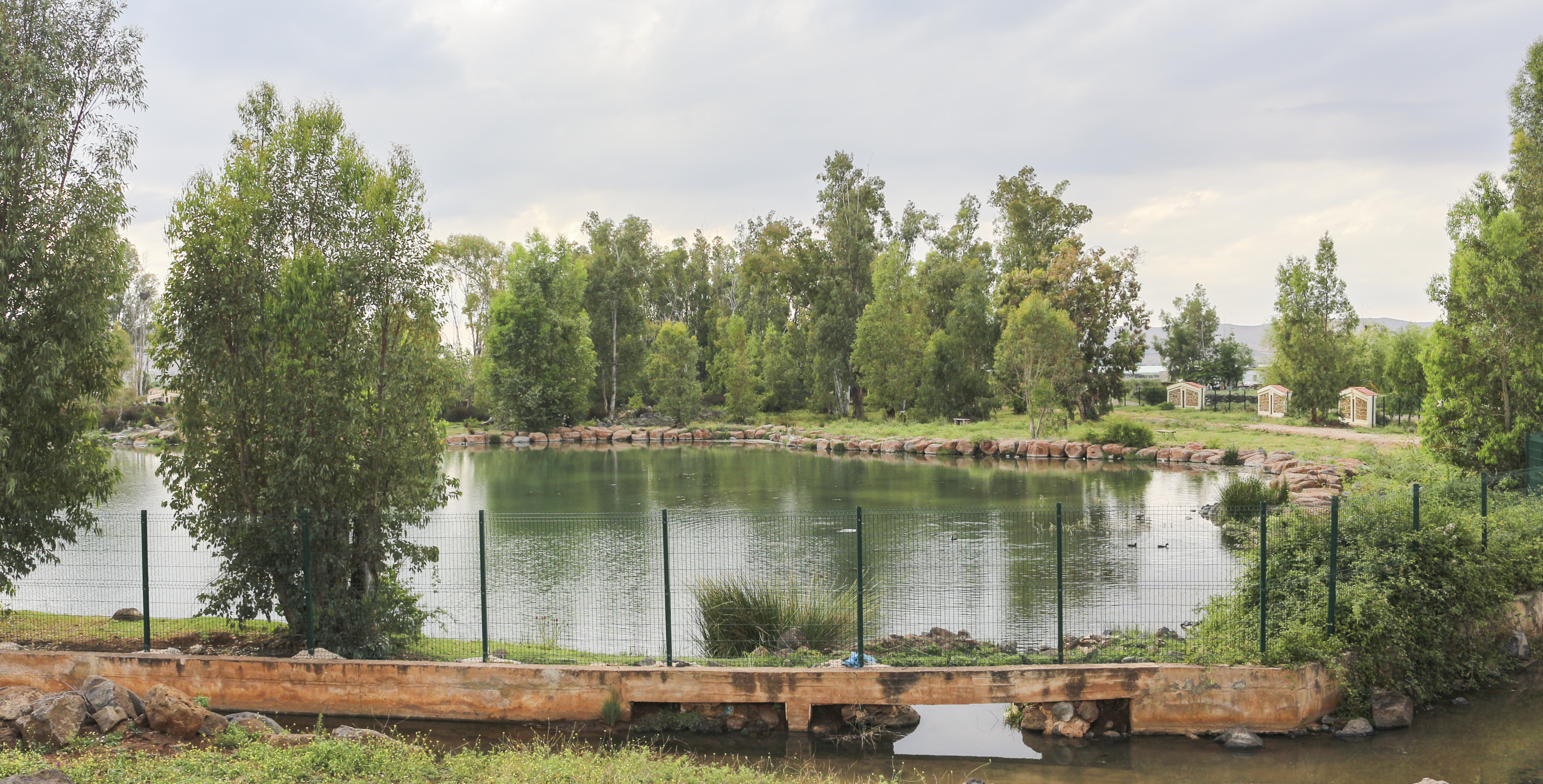
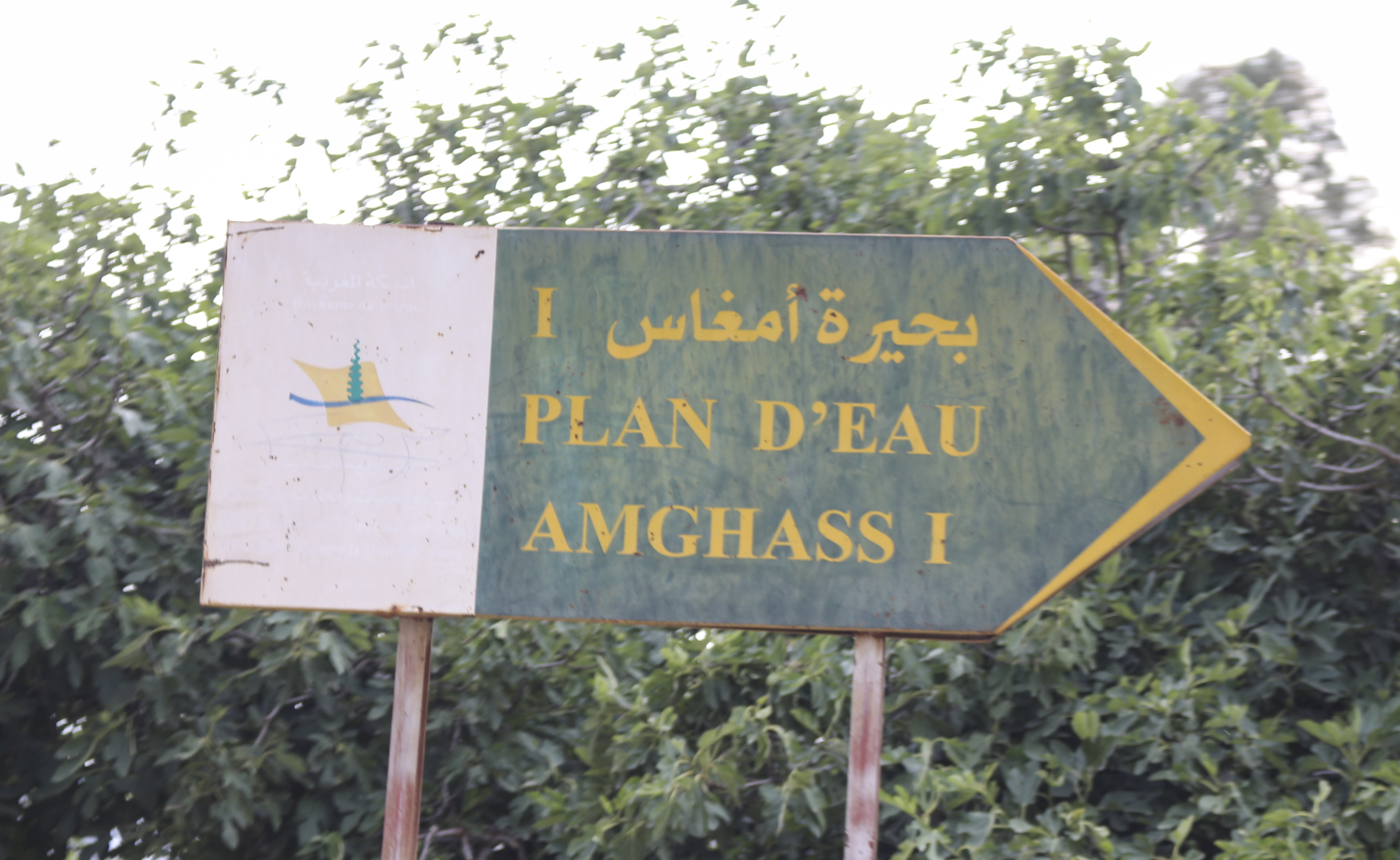
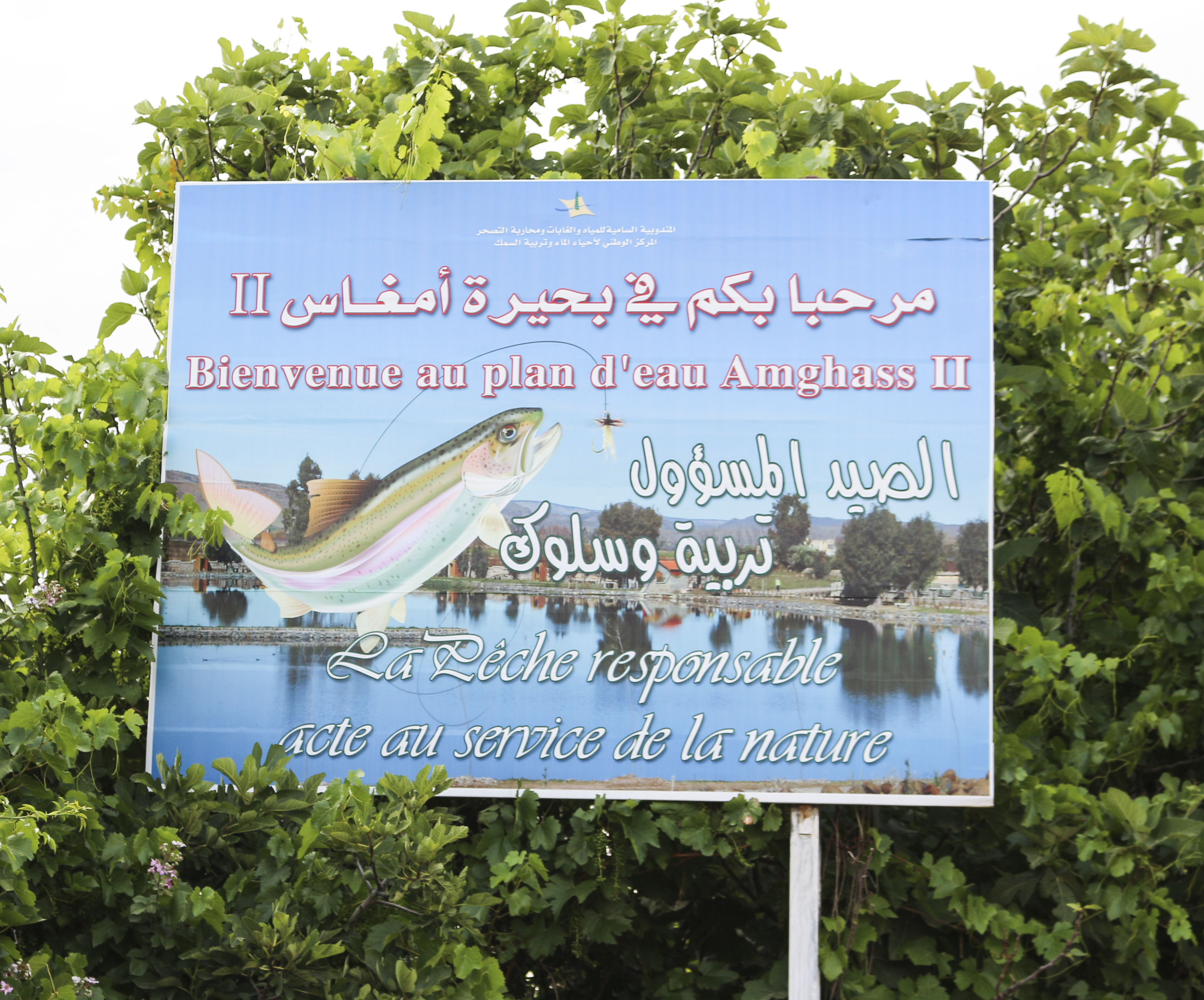
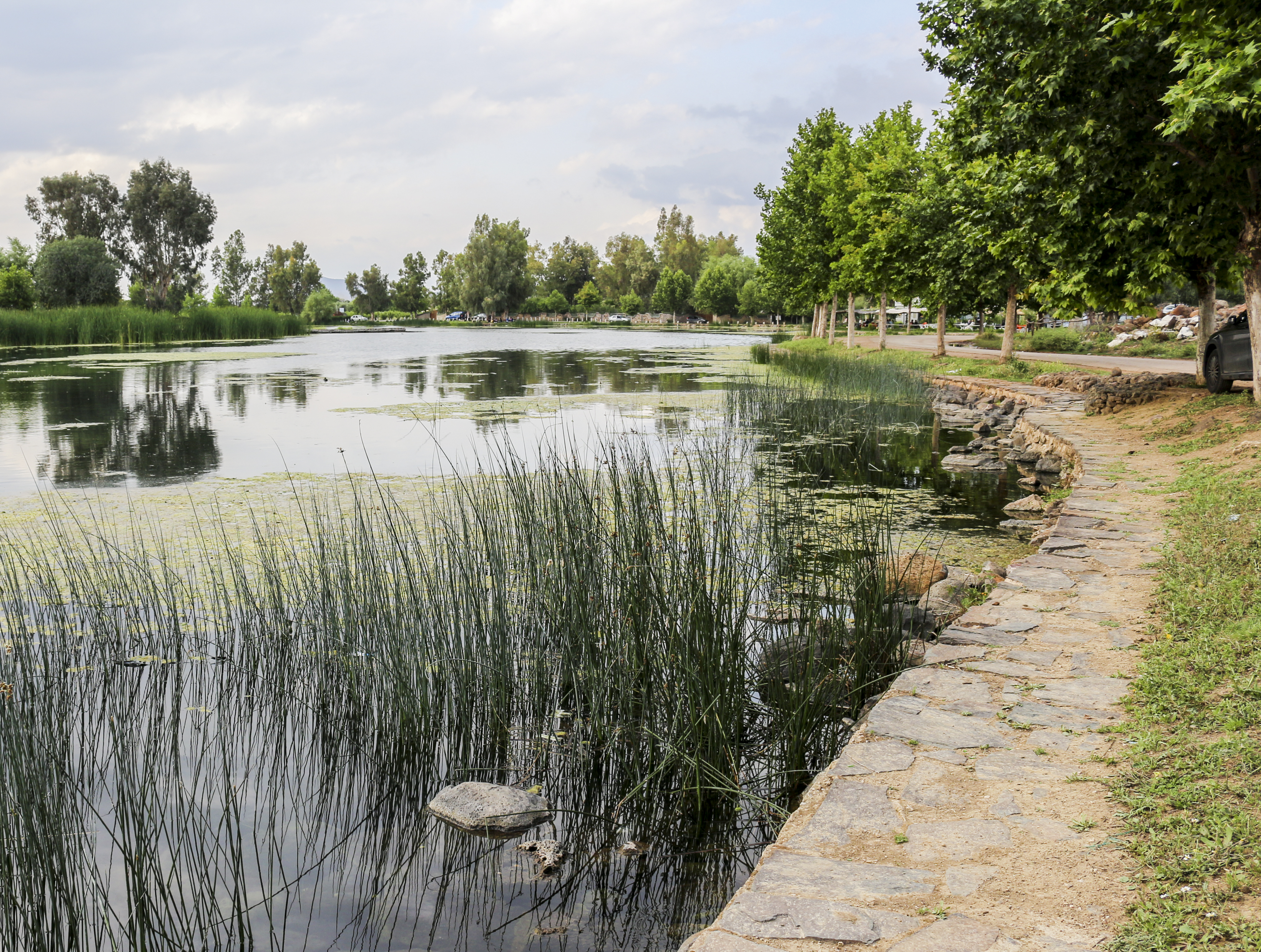
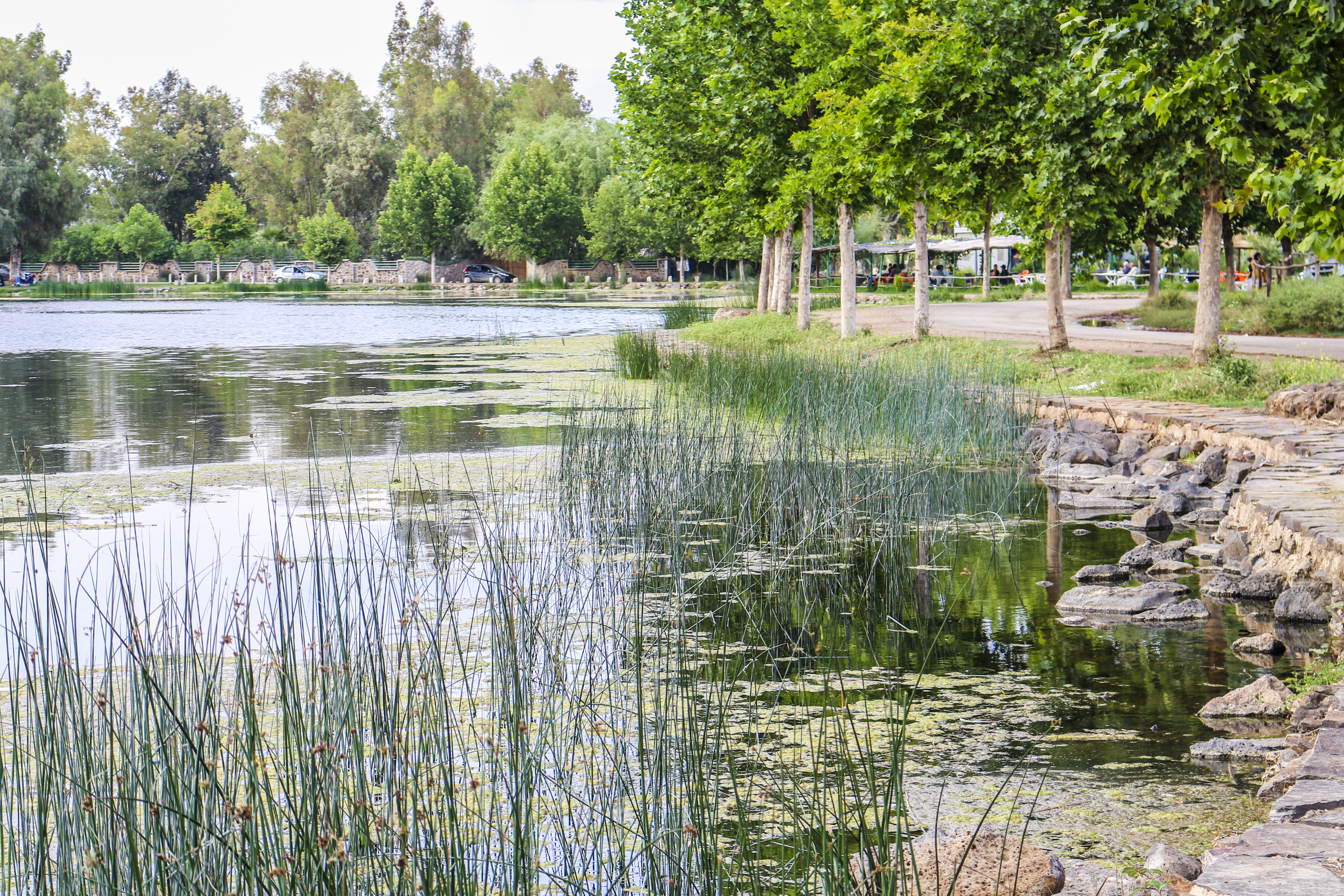
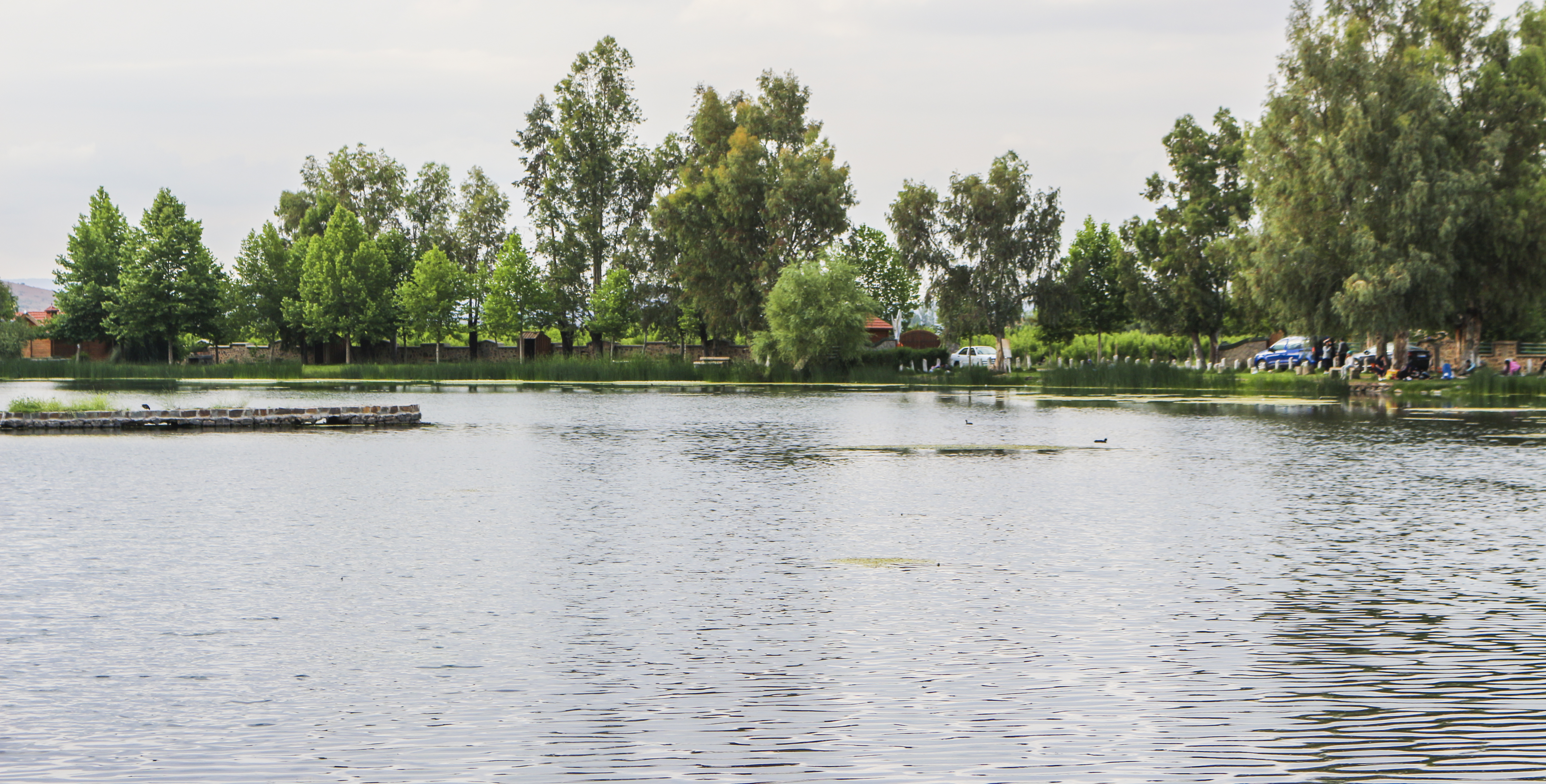
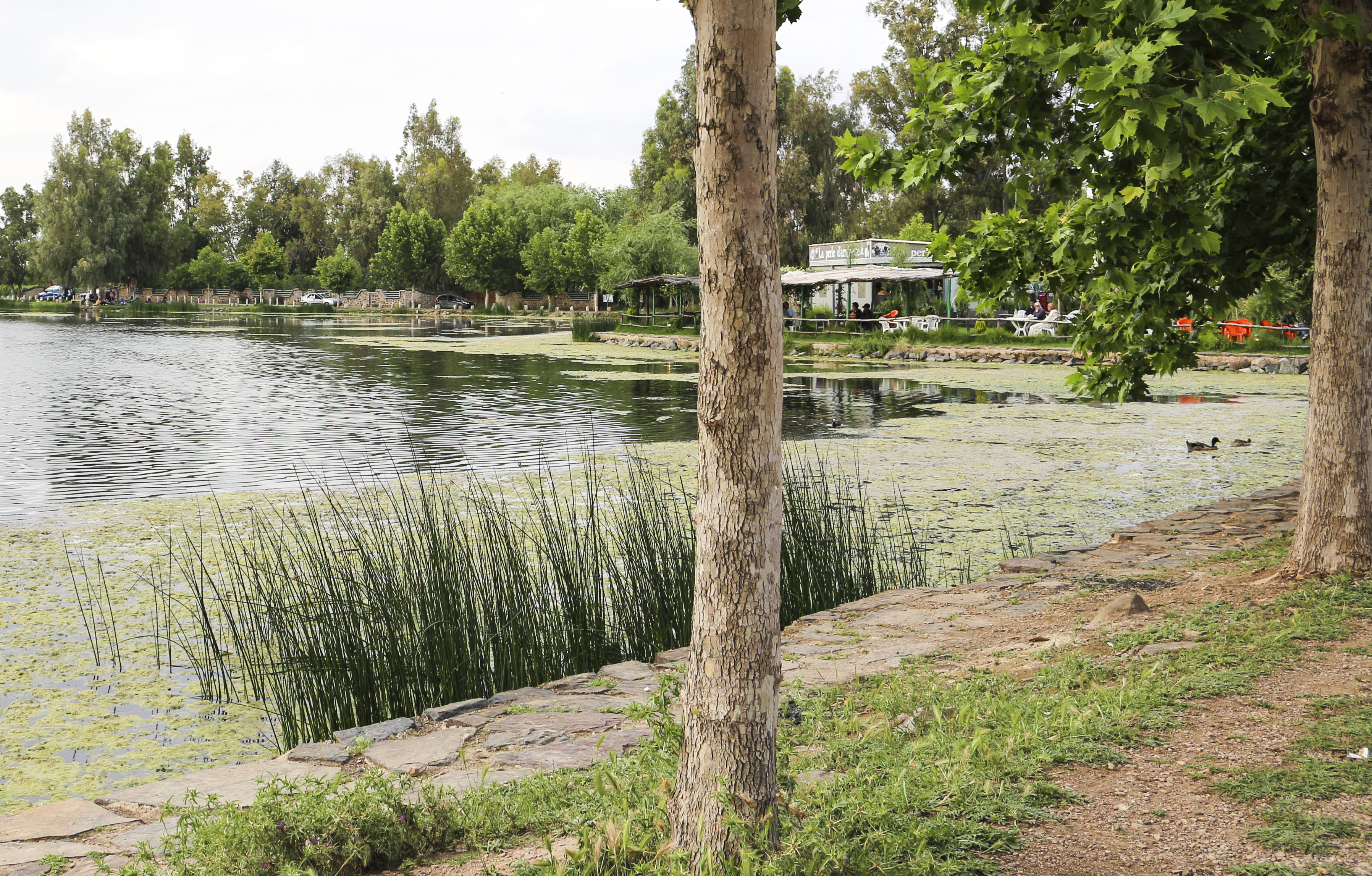
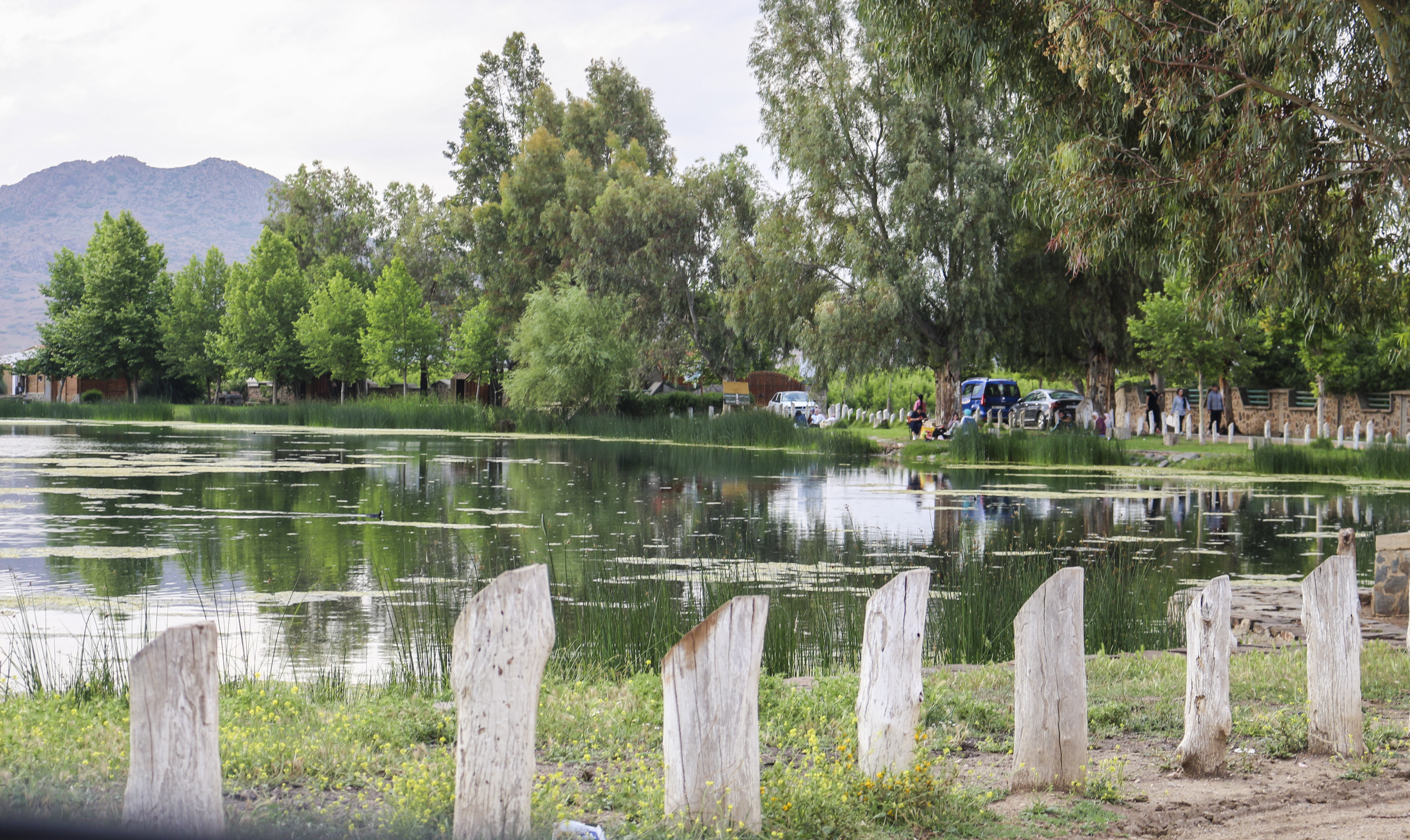